# Sieben Jahre Pech
Sieben Jahre Pech ist eine deutsche Filmkomödie aus dem Jahre 1940 von Ernst Marischka, der hiermit seine erste Tonfilm-Regie vorlegte. Die lustspielerfahrenen Schauspieler Hans Moser, Theo Lingen und Wolf Albach-Retty übernahmen die Hauptrollen.

## Handlung
Heinz Kersten ist zwar ein gutaussehender und erfolgsverwöhnter, aber auch ein recht abergläubischer Schriftsteller. Seit er glaubt, einmal einen Spiegel zerbrochen zu haben, ist er fest davon überzeugt, dass dies für ihn sieben Jahre Pech bedeuten müsse. Da trifft es sich schlecht, dass er eigentlich sein Herz an die junge, adrette Gertie vergeben möchte, denn er traut sich nicht, vor Ablauf der sieben Jahre ihr seine Liebe zu gestehen, um anschließend Nägel mit Köpfen machen zu können. Seit dem Unglück sind nämlich erst sechs Jahre, elf Monate und sieben Tage vergangen … und die waren in Kerstens Erinnerung angeblich eine einzige Aneinanderreihung von Pechmomenten. Und so plant Heinz, mit dem richtigen Schritt in Richtung Gertie erst einmal zu warten. Dass nicht er, sondern in Wirklichkeit sein etwas linkischer aber von Herzen gutmütiger Diener Paul einst das gute Stück fallen ließ, weiß Kersten bislang nicht. Paul wiederum hat zur selben Zeit und an selbem Ort – einem Eisenbahnabteil – ebenfalls eine junge Dame kennen gelernt, die ihm ausnehmend gut gefällt. Um ein wenig anzugeben, behauptet er gegenüber Lilly kurzerhand, sein Chef, der „berühmte Schriftsteller“ Heinz Kersten, zu sein.
Die fehlenden drei Wochen, bis endlich die sieben Jahre vorüber sind, beginnen Heinz langsam aber sicher zu zerfressen. Denn er wäre so gern mit „seiner“ Gertie zusammen und kann es doch aufgrund seines Aberglaubens leider nicht sein. Und so verdonnert er kurzerhand Paul dazu, eine freie Assistentenstelle als Tierarzthelfer bei Gerties Vater, dem Veterinär Dr. August Teisinger, anzutreten. Pauls einzige Aufgabe soll sein, ein Auge darauf zu werfen, dass sich in den kommenden drei Wochen kein fremder Mann Gertie in ungebührlicher Weise nähert. Paul übernimmt diese Aufgabe mit heiligem Ernst und gerät dabei in die unmöglichsten Situationen, in denen unter anderem ein von ihm freigelassener Löwe und weiße Mäuse, die Dr. Teisinger in der Straßenbahn entwischen, für einiges Chaos sorgen.
Derweil überkommen Gerti Zweifel an Kerstens Treue, denn sie lernt zwischenzeitlich Pauls neue Flamme Lilly kennen, die ja dank Pauls Angeberei im Zug glaubt, bei ihrem Paul handele es sich um Heinz. Nun stehen zwei Frauen einander gegenüber, die beide annehmen, die Freundin von Heinz Kersten zu sein. Wütend und enttäuscht zugleich, schreibt Gertie daraufhin ihrem Liebsten, er, der offensichtlich zweigleisig fahre, solle sich nie mehr wieder bei ihr melden. Außerdem wolle sie demnächst heiraten und zwar ausgerechnet den nicht gerade ansehnlichen Herrn Poppelbaum. Paul, der weiß, dass er der Anlass für das entstandene Durcheinander ist, will aus schlechtem Gewissen heraus seinem Freund Kersten unbedingt helfen und die Eheschließung Gerties mit Poppelbaum verhindern. Noch ehe dieses Paar vor den Traualtar treten kann, sorgt Paul mit einem mit einem Betäubungsmittel präparierten Brautstrauß dafür, dass die beiden Eheleute in spe nicht das Ja-Wort sagen können. Während Poppelbaum und Gertie wegnicken, trägt Paul die verhinderte Braut in ein Hotel, in dem auch Heinz abgestiegen ist. Hier solle sich Gertie erst einmal richtig ausschlafen.
Die restlichen drei Wochen haben ihr Ende gefunden, und Heinzens angebliche sieben Jahre Pech sind endlich vorüber. Paul gibt sich Dr. Teisinger zu erkennen und erzählt ihm nicht nur die Spiegel-Geschichte, sondern demonstriert auch noch, wie er damals den Spiegel zerschmettert habe. Dabei stellt sich der linkische Tierarzthelfer derart tapsig an, sodass er erneut, und zwar eben jenen Teisinger-Spiegel, zerdeppert. Paul versucht, diesen Umstand gegenüber Heinz geheim zu halten, doch es gelingt ihm nicht. Um nicht in Pauls Unglücksstrudel weiterer sieben Jahre Pech gezogen zu werden, beurlaubt er Paul kurzerhand – und zwar für sieben lange Jahre. Doch zu diesem Zeitpunkt hat Paul längst Gertie und Heinz wieder zusammengeführt. Dr. Teisinger aber, der seinen zerstörten Spiegel neu verglasen ließ, stößt nun selber höchst unglücklich dagegen, sodass das Glas ein weiteres Mal zersplittert. Gertie kann nur lachend feststellen “Scherben bringen Glück!”

## Produktionsnotizen
Die Dreharbeiten zu Sieben Jahre Pech begannen am 19. September 1940, exakt drei Monate später wurde der Film in Wien uraufgeführt. Die Berliner Premiere war am 6. Januar 1941 im Capitol-Kino.
Styria-Film-Eigner Heinrich Haas übernahm auch die Herstellungsleitung. Die Filmbauten schufen Hans Ledersteger und Heinrich C. Richter. Für den Ton sorgte Herbert Janeczka. Die als Jüdin mit Berufsverbot belegte Gerdago war ungenannt an der Erstellung der Kostüme beteiligt.
Hans Moser sang in diesem Film sein berühmt gewordenes Reblaus-Lied (“Ich muss im früheren Leben eine Reblaus gewesen sein”) aus der Feder Karl Föderls.

## Wissenswertes
Regisseur Marischka drehte 1941/42 in Rom eine Fortsetzung dieses Films unter dem programmatischen Titel Sieben Jahre Glück mit denselben Hauptdarstellern. Auch dieser Film war ein Kassenerfolg.
Marischka drehte 1957 von Sieben Jahre Pech das Remake Scherben bringen Glück.

## Kritiken
Der Film erhielt durchgehend eine wohlwollende Presse, gelobt wurde vor allem das Tempo und die (gelungenen) Gags.
Die Illustrierte Kronen-Zeitung schrieb in ihrer Weihnachtsausgabe vom Heiligabend 1940, dass diese an komischen Handlungen reiche Geschichte „geradezu ein Attentat auf das Zwerchfell des Publikums“ bedeutet. Weiter heißt es an späterer Stelle: “Ein Csardas von der temperamentvollen Klara v. Tabody und Lingen getanzt, Mosers genuscheltes Reblauslied und eine Schnarchszene am Standesamt ergeben Höhepunkte bezwingender Komik.”
Der Montag jubelte, „… wer zwei Stunden so recht aus vollem Hals und Herzen lachen will, sieht sich diesen Film an …“, und Das kleine Volksblatt schloss sich dem mit ähnlicher Begeisterung an: „Es ist eine zwerchfellerschütternde Groteske, in der die Gags nur so in amerikanischem Tempo niederprasseln.“
Auch das Wiener Tagblatt fand durchweg lobende Worte für Marischkas Regieeinstand beim Tonfilm: “Ernst Marischka ist mit dieser seiner ersten Regiearbeit ein … Groteskfilm im besten Sinne gelungen; eine lustige und lustigste Szene jagt die andre, die Pointen überschlagen sich nur so.”
Im Lexikon des Internationalen Films heißt es: „Ganz auf Hans Moser und Theo Lingen zugeschnittenes Lustspiel, das während des Zweiten Weltkriegs zum Lachschlager in deutschen Kinos wurde.“